# Hàng không năm 1981
Đây là danh sách các sự kiện hàng không nổi bật xảy ra trong năm 1981:

## Chuyến bay đầu tiên
Tháng 1
- 1 tháng 1 - Lear Fan 2100 N626BL

Tháng 3
- 27 tháng 3 - Aerotec Tangará
- 28 tháng 3 - Dornier 228 D-IFNS

Tháng 4
- 10 tháng 4 - SIAI Marchetti S.211 I-SITF
- 15 tháng 4 - Dassault-Breguet Guardian

Tháng 6e
- 18 tháng 6 - F-117 Nighthawk

Tháng 9
- 3 tháng 9 - BAe 146 G-SSSH
- 26 tháng 9 - Boeing 767 N767BA

Tháng 11
- 5 tháng 11 - AV-8B Harrier II 161396

Tháng 12
- 17 tháng 12 - Hughes NOTAR

## Bắt đầu hoạt động
- Tên lửa không đối không Vympel R-33